# Creseis acicula
Creseis acicula es una especie de molusco pterópodo de la familia Creseidae.
Esta especie es endémica de las aguas de Nueva Zelanda.